# KabarIndonesia
KabarIndonesia — интернет-издание в Индонезии. Публикуется фондом «Йайасан Педули Индонезия» (Фонд заботы о Индонезии) в Нидерландах с 11 ноября 2006. Издание действует на основе гражданской журналистики — каждый читатель (гражданин), может быть репортёром или писателем, что обычно называется «гражданский репортёр», «гражданин-репортёр» (см. также Интернет-журналистика). В KabarIndonesia пишут тысячи гражданских репортёров со всего мира, однако большинство из них живет в Индонезии. KabarIndonesia выпускается на индонезийском языке.

## История
Идея данного интернет-издания на основе гражданской журналистики была впервые предложена Элизабет Видияти совместно с друзьями в Нидерландах. Эта идея была воплощена 11 ноября 2006, когда появилась официальная страница www.kabarindonesia.com Архивная копия от 12 мая 2010 на Wayback Machine. Число репортёров к октябрю 2007 превышает 2500 человек. В настоящее время Элизабет Видияти действует в качестве Президента-директора KabarIndonesia, работая вместе с Уилсоном Лаленгке (главный редактор) и Фидой Эббот (управляющий редактор).